# Arsenal (pel·lícula de 1929)
Arsenal (ucraïnès: Арсенал) és una pel·lícula bèl·lica soviètica de 1929 del director ucraïnès Oleksandr Dovjenko. Fou rodada a l'Estudi de Cinema d'Odesa del VUFKU amb la càmera del càmera Danyl Demutskyi i utilitzant els decorats originals fets per Volodymyr Muller. Es deia que les imatges expressionistes, el treball de càmera i el drama original van portar la pel·lícula molt més enllà de la propaganda habitual i la van convertir en una de les peces més importants del cinema d'avantguarda ucraïnès. La pel·lícula es va fer el 1928 i es va estrenar a principis de 1929. És la segona pel·lícula de la seva "Trilogia d'Ucraïna", el primer és Zvenigora (1928) i el tercer és Zemlya (1930).
La pel·lícula tracta d'un episodi de la Guerra Civil Russa el 1918 en què l'Aixecament de Gener de l'Arsenal de Kíev dels treballadors va ajudar l'exèrcit bolxevic assetjador contra el Parlament nacional ucraïnès Rada Central que tenia el poder legal a Ucraïna en aquell moment. Considerada per l'estudiós cinematogràfic Vance Kepley, Jr. com "una de les poques pel·lícules polítiques soviètiques que fins i tot sembla posar en dubte la moralitat de la retribució violenta", l'ull de Dovjenko per als absurds de la guerra (per exemple, un atac a una trinxera buida) anticipa més tard sentiments pacifistes en pel·lícules de Jean Renoir i Stanley Kubrick.

## Trama
Des dels darrers mesos de la Primera Guerra Mundial i el descarrilament del tren de desmobilització la història es trasllada a l'armeria de l'Arsenal de Kíev, on el bolxevic Timosh, que ha tornat del front, és la figura central. L'aixecament de gener dels obrers a Kíev, el seu enfrontament amb bandes d'haidamaks al servei de la Rada burgesa de la República Popular d'Ucraïna i la massacre més cruel dels rebels.

## Repartiment
- Semyon Svashenko — Timosha
- Georgiy Kharkiv — Soldat roig
- Amvrosy Buchma — Soldat alemany amb ulleres
- Dmitri Erdman — oficial alemany
- Sergey Petrov — soldat alemany
- K. Mikhailovsky — nacionalista
- Alexander Evdakov — Nicolau II
- Andrei Mikhailovski — nacionalista